# Rosuwastatyna
Rosuwastatyna – organiczny związek chemiczny, lek hipolipemizujący należący do grupy statyn, wybiórczy inhibitor reduktazy 3-hydroksy-3-metylo-glutarylo-koenzymu A (reduktazy HMG-CoA). Substancja metabolizowana jest przede wszystkim przez CYP450 2C9.

## Preparaty
W 2024 roku rosuwastatyna była dopuszczona do obrotu w Polsce w postaci preparatów prostych, w postaci soli wapniowej, jak również w postaci preparatów złożonych z ezetymibem, amlodypiną, ramiprylem, kwasem acetylosalicylowym, peryndoprylem i indapamidem.